# Sistema de riego Laja-Diguillín
El sistema de riego Laja-Diguillín es una obra de infraestructura de riego proyectada en la Región de Ñuble para beneficio de 63.000 hectáreas de terreno agrícola que permitirá asegurar el riego de terrenos actualmente secanos y mejorarlo en otras de las comunas de San Ignacio, El Carmen, Bulnes, Pemuco, Yungay, Chillán Viejo y Pinto.  Consiste en un trasvase de 62 kilómetros de longitud con un caudal de 40 m³/s de aguas traídas desde la bocatoma Tucapel del río Laja en la cuenca del río Biobío y llevadas hasta el río Diguillín, en la cuenca del río Itata. A ello se agrga un umbalse de 85 Hm y los respectivos canales de distribución.

## Trayecto
Las obras del canal serán revestidas y consta de dos tramos, Laja-Huepil 7,9 kilómetros, y Cholguán-Diguillín, de 34 kilómetros.
Las aguas ingresan a la bocatoma Tucapel en la ribera norte del río Laja (desde el mismo lugar en que son tomadas para el canal Laja Sur) desde son conducidos hasta el río Huepil siguiendo entonces su cauce por 6 km hasta la bocatoma Huépil y conducidos hasta el río Diguillín.

Esquema del sistema de riego Laja-Digullín.

## Beneficios
El número de predios beneficiados asciende a 4750 (año 2011), de los cuales el 85% tiene menos de 10 hectáreas con riego básico, principalmente pequeños propietarios agrícolas en las comunas de Yungay, El Carmen y San Ignacio.: 2  En total se estima que 43.000 hectáreas en secano serán regadas y a otras 20.300 les será asegurado el riego.